# Indagación apreciativa
La Indagación Apreciativa es un proceso de desarrollo organizacional que involucra a las personas de una organización con el objetivo de renovarla, cambiarla y focalizar en el desempeño. La idea básica es descubrir qué es lo que funciona bien en la organización para así potenciarlo y lograr éxito, antes que intentar corregir aquello que no funciona. Es el enfoque opuesto al de resolución de problemas. En vez de focalizar en salvar lo que es inadecuado, encontrar culpas, e intentar mejorar habilidades y prácticas, se focaliza en cómo crear más de esas ocasiones excepcionales de performance excepcional que se dan cuando las fortalezas fundamentales están alineadas.
Se basa en la suposición de que las organizaciones cambian en función de las preguntas que se hacen; aquellas organizaciones que indagan en sus problemas y dificultades obtendrán más de lo mismo, pero aquellas que intenten descubrir qué es lo mejor que pueden encontrar en sí mismas descubrirán cómo tener éxito.
Es una forma de transformar los sistemas humanos en la imagen compartida de su potencial más positivo, basada en las fortalezas propias de dichos sistemas y en la construcción de capacidades. Algunos autores sostienen que este proceso es uno de cambio movido por la imagen compartida más positiva y vívida del mundo que anhelamos, impulsado por la magnificación de nuestras virtudes distintivas para realizar ese potencial y que causa y resulta de la construcción de capacidades.
La Indagación Apreciativa fue adoptada en trabajo realizado tempranamente por teóricos investigadores y practicantes, y posteriormente desarrollada por David Cooperrider, de la Universidad Case Western Reserve, y por Suresh Srivatsva en la década de 1980. Cooperrider y Srivatsva sentencian que la organización es un milagro a ser abrazado antes que un problema a ser resuelto. De acuerdo con ellos, indagar en la vida organizacional debería tener las siguientes características:
- Apreciación
- Aplicabilidad
- Provocación
- Colaboración

The Power of Appreciative Inquiry define a la Indagación Apreciativa como "el estudio y exploración de aquello que da vida a los sistemas humanos, en su mejor expresión"
Hoy en día es una práctica regularmente aceptada en la evaluación del desarrollo de la estrategia organizacional y en la implementación de las tácticas organizacionales más efectivas.
En esencia, es una forma particular de hacerse preguntas y visualizar el futuro que impulsarán relacionamientos positivos, y se constituye sobre aquello que es positivo en una persona, una situación, o una organización. Haciendo esto, mejora la capacidad del sistema para colaborar y para cambiar. La Indagación Apreciativa utiliza un ciclo de 4 procesos focalizados en:
1. DESCUBRIMIENTO (en inglés, el nombre de la etapa es "discover"): la identificación de aquellos procesos que funcionan bien.
2. SUEÑO ("dream"): se trata de visualizar los procesos que funcionarán bien en el futuro.
3. DISEÑO ("design"): planificar y priorizar aquellos procesos que podrían funcionar bien.
4. DESTINO ("destiny" o "deliver"): es la implementación, la ejecución del diseño propuesto.
Esta aproximación reconoce la contribución de los individuos para incrementar la confianza y alineamiento organizacional. El método intenta crear significado, generando una imagen que tiene su base en historias de éxito concretas y que se crea en un evento social en el que participan las personas de la organización.
Existen variedad de formas de implementar Indagación Apreciativa, incluyendo entrevistas masivas que se dan en eventos llamados Cumbres (Appreciative Inquiry Summit). Esto significa involucrar grupos muy grandes y diversos con el fin de indagar lo mejor de una organización o comunidad y construir el futuro sobre ello.
La filosofía básica de este proceso también es encontrada en otras aproximaciones positivas al cambio, ya sea individual u organizacional. La Indagación Apreciativa acoge relacionamientos positivos y se construye sobre bondades básicas en una persona, situación u organización. 
Ha sido usada extensivamente para promover el cambio en negocios de una gran variedad de sectores, sistemas de salud, organizaciones no gubernamentales, instituciones educativas, comunidades, gobiernos locales e instituciones religiosas.